# توني مكفادين
توني مكفادين (بالإنجليزية: Tony McFadden)‏ هو لاعب كرة قدم بريطاني في مركز الهجوم، ولد في 18 مايو 1957 في هكسهام ‏ في المملكة المتحدة. لعب مع دارلينجتون إف سى.